# Диференційовна функція

Приклад диференційовної функції

Функція однієї чи кількох дійсних змінних називається диференційовною в точці, якщо в деякому околі цієї точки вона в певному сенсі досить добре наближається деякою лінійною функцією (відображенням). Дане лінійне відображення називається диференціалом функції в цій точці.
Якщо функція є диференційовною в кожній точці деякої множини, то вона називається диференційовною на цій множині.
У випадку функцій однієї змінної умова диференційовності еквівалентна умові існування похідної.

## Функції однієї змінної
Нехай функція {\displaystyle y=f(x)} визначена в деякому околі точки {\displaystyle x_{0}} і нехай {\displaystyle \Delta x=x-x_{0}}. Функція {\displaystyle f} називається диференційовною в точці {\displaystyle x_{0}} (англ. differentiable), якщо приріст {\displaystyle \Delta y=f(x_{0}+\Delta x)-f(x_{0})} можна представити у вигляді:
{\displaystyle \Delta y=A\Delta x+\alpha (\Delta x)}.
де:
{\displaystyle A} — стала. При фіксованій {\displaystyle x_{0}} A не залежить від {\displaystyle \Delta x}; але коли відбувається зміна {\displaystyle x_{0}}, A змінюється також,
{\displaystyle \alpha (\Delta x)=o(\Delta x)} при {\displaystyle x\to 0}.
Лінійна функція {\displaystyle A\Delta x} (від {\displaystyle \Delta x}) називається диференціалом функції в точці {\displaystyle x_{0}} і позначається {\displaystyle df(x_{0})}, або, коротше {\displaystyle dy}.
Таким чином:
{\displaystyle \Delta y=dy+o(\Delta x)} при {\displaystyle \Delta x\to 0},
{\displaystyle dy=A\Delta x}.

### Властивості
Для того, аби функція {\displaystyle f} була диференційовна в деякій точці {\displaystyle x_{0}}, необхідно і достатньо щоб вона мала похідну в цій точці, при чому, в цьому випадку:
{\displaystyle dy=f'(x_{0})dx}.
Якщо функція диференційовна в деякій точці, то вона також є неперервною в цій точці.

## Функції багатьох змінних
Відображення {\displaystyle f\colon M\subset \mathbb {R} ^{n}\to \mathbb {R} ^{m}} називається диференційовним в точці {\displaystyle x_{0}} якщо існує лінійне відображення {\displaystyle A\colon \mathbb {R} ^{n}\to \mathbb {R} ^{m}}, що залежить від точки {\displaystyle x_{0}}, таке що
{\displaystyle f(x)=f(x_{0})+A(x-x_{0})+o(\|x-x_{0}\|),\ \quad x\to x_{0},}
або
{\displaystyle \lim \limits _{x\to x_{0}}{\frac {\|f(x)-f(x_{0})-A(x-x_{0})\|}{\|x-x_{0}\|}}=0}.
Лінійне відображення {\displaystyle A\colon \mathbb {R} ^{n}\to \mathbb {R} ^{m}} називається диференціалом відображення {\displaystyle f(x)} в точці {\displaystyle x_{0}}.
Якщо відображення {\displaystyle f\colon M\subset \mathbb {R} ^{n}\to \mathbb {R} ^{m}} задано за допомогою функцій
{\displaystyle f_{i}\colon M\subset \mathbb {R} ^{n}\to \mathbb {R} ,\ \quad i=1,\ldots ,m,}
то матриця диференціала {\displaystyle A} — це матриця Якобі, елементи якої рівні частковим похідним {\displaystyle \mathbf {J} _{ij}={\frac {\partial f_{i}}{\partial x_{j}}}.}

### Зв'язок між диференційовністю і частковими похідними
На відміну від функцій однієї змінної де диференційовність еквівалентна існуванню похідної, у випадку багатьох змінних залежність з частковими похідними трохи складніша. Справедливими є наступні твердження.
- Якщо функція диференційовна в точці, то всі її часткові похідні і більш загально похідні за напрямком існують в цій точці.
- Зворотнє твердження невірне. Прикладом може бути функція

{\displaystyle f(x,y)={\begin{cases}y^{3}/(x^{2}+y^{2})&{\text{if }}(x,y)\neq (0,0)\\0&{\text{if }}(x,y)=(0,0)\end{cases}}}
для якої в точці (0, 0) існують похідні за всіма напрямками, зокрема і часткові похідні, але в цій точці функція не є диференційовною.
- Якщо всі часткові похідні в точці існують і додатково є в ній неперервними то функція є диференційовною.
- Умова неперервності часткових похідних не є необхідною для диференційовності. Наприклад у функції нижче обидві часткові похідні не є неперервні в точці (0, 0) але вона є диференційовною в цій точці

{\displaystyle f(x,y)={\begin{cases}(x^{2}+y^{2})\sin \left({\frac {1}{\sqrt {x^{2}+y^{2}}}}\right)&{\text{if }}(x,y)\neq (0,0)\\0&{\text{if }}(x,y)=(0,0)\end{cases}}}